# Arani (provins)

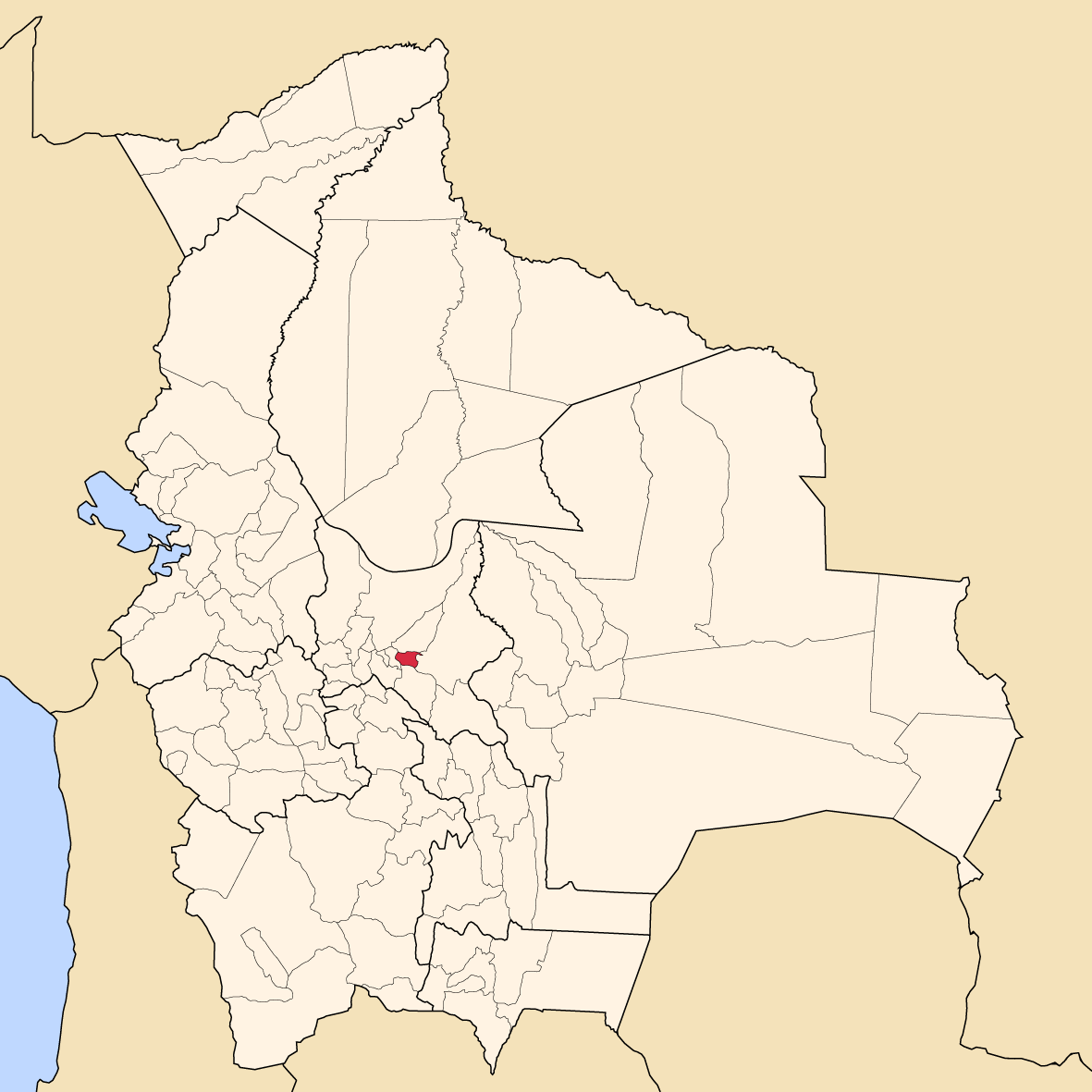
Provinsens läge i Bolivia

Arani är en provins i departementet Cochabamba i Bolivia. Den administrativa huvudorten är Arani.
Provinsen består av 2 kommuner:
1. Arani
2. Vacas